# Skala dwunastodźwiękowa

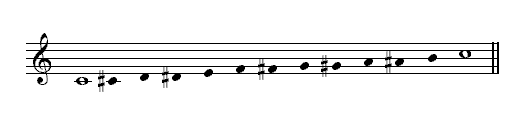
Skala dwunastodźwiękowa.

Skala dwunastodźwiękowa, zwana też skalą dodekafoniczną lub chromatyczną – skala muzyczna, w której poszczególne stopnie są oddalone od siebie o pół tonu. Zawiera wszystkie dźwięki w obrębie oktawy, które tworzą postęp dwunastu półtonów.
Wszystkie stopnie tej skali są niezależne od siebie i równorzędne, stąd brak ośrodka tonalnego. Skale takie powstały na początku XX wieku i stosowane są w muzyce atonalnej.
Zwykle nie mówi się o stopniach skali dodekafonicznej ze względu na możliwość wielu kombinacji enharmonicznych oraz braku konkretnych schematów jej budowy.